# Заборье (Кардымовский район)
Забо́рье — деревня в Кардымовском районе Смоленской области России. Входит в состав Первомайского сельского поселения. Население — 5 жителей (2007 год).
Расположена в центральной части области в 16 км к юго-востоку от Кардымова, на левом берегу Днепра, в 8 км южнее автодороги Р134 «Старая Смоленская дорога» Смоленск — Дорогобуж — Вязьма — Зубцов.

## История
Название произошло от слова бор — хвойный лес, дословно означает за бором. В 1836 году деревня принадлежит поручику Глинке С. И. В 1859 году владельческая деревня при Днепре, 19 дворов, 113 жителей. В 1904 году в составе Надвинской волости Духовщинского уезда, 58 дворов, 376 жителей, лавка, два кожевенных завода.

## Достопримечательности
Памятники археологии:
- Неолитическая стоянка северо-восточнее деревни на левом берегу реки Днепр.
- Селище в 1 км северо-восточнее деревни.